# Medhi Benatia
Medhi Amine Benatia El Mouttaqi (erster Vorname auch in der Schreibweise Mehdi, arabisch مهدي أمين بن عطية المتقي, DMG Mahdī Amīn bin ʿAṭṭīya al-Muttaqī; * 17. April 1987 in Courcouronnes, Frankreich) ist ein ehemaliger marokkanischer Fußballspieler, der auch die französische Staatsbürgerschaft besitzt.
Der Innenverteidiger stand zuletzt beim türkischen Erstligisten Fatih Karagümrük SK unter Vertrag und war Kapitän der marokkanischen Nationalmannschaft. Zurzeit ist er Sportdirektor von Olympique Marseille in der französischen erste Liga.

## Karriere
Benatia wurde im französischen Courcouronnes geboren; sein Vater ist Marokkaner, seine Mutter stammt aus Algerien. Er wurde bis zu seinem 15. Lebensjahr im INF Clairefontaine, dem Leistungszentrum des französischen Fußballverbandes, ausgebildet und war anschließend ein Jahr in der Jugendabteilung von EA Guingamp und drei Jahre in der von Olympique Marseille aktiv.

### Vereine in Frankreich
Als 18-Jähriger rückte er 2005 in die Profimannschaft von Olympique Marseille auf, blieb jedoch in der ersten Spielzeit ohne Ligaspiel. Daraufhin wurde er 2006 an den Zweitligisten FC Tours verliehen, bei dem er Stammspieler wurde und in seiner Premierensaison im Seniorenbereich 29 Ligaspiele bestritt. Ein Jahr später und ebenfalls auf Leihbasis wurde er an den Erstligisten FC Lorient abgegeben, für den er jedoch kein Ligaspiel bestritt. Nach Ende der Leihfrist sah Benatia bei Olympique Marseille keine sportliche Zukunft mehr und wechselte zur Saison 2008/09 zum Zweitligisten Clermont Foot, bei dem er zum Stammspieler in der Verteidigung wurde. In seiner ersten Saison bestritt er 27, in der darauf folgenden 30 von 38 Ligaspielen und erzielte in jeder Saison ein Tor.
Im August 2009 absolvierte Benatia ein zweitägiges Probetraining beim SC Freiburg unter dem damaligen Trainer Robin Dutt, von einer Verpflichtung wurde aber abgesehen.

### Vereine in Italien
Am 3. Februar 2010 unterzeichnete Benatia einen Vertrag beim italienischen Erstligisten Udinese Calcio. Sein erstes Spiel für Udine machte er am 2. Spieltag der Saison 2010/11 bei der 1:2-Niederlage gegen Inter Mailand. Vier Spieltage später gelang ihm am 2. Oktober 2010 mit dem 1:0-Siegtreffer gegen die AC Cesena sein erstes Tor in der Serie A. Nach drei Spielzeiten, 80 Erstligaspielen und sechs Toren für Udinese Calcio verpflichtete ihn der Ligakonkurrent AS Rom im Juli 2013 und stattete ihn mit einem Fünfjahresvertrag aus. Sein Debüt für die Roma feierte der Marokkaner am 25. August 2013 (1. Spieltag), als er beim Auswärtserfolg gegen die AS Livorno die gesamte Spielzeit absolvierte. Benatia entwickelte sich sofort zum Stammspieler und zur festen Größe in der Innenverteidigung des AS Rom und konnte in der Saison 2013/14 fünf Treffer für seinen Verein erzielen.

### FC Bayern München
Zur Saison 2014/15 verpflichtete ihn Ende August der FC Bayern München für eine Ablösesumme von mindestens 26 Millionen Euro mit einer Laufzeit bis zum 30. Juni 2019. Sein erstes Pflichtspiel für den FC Bayern absolvierte Benatia am 17. September 2014 beim 1:0-Sieg im ersten Champions-League-Gruppenspiel gegen den englischen Meister Manchester City. Zehn Tage später gab er beim 2:0-Auswärtssieg gegen den 1. FC Köln sein Debüt in der Bundesliga. Benatia sah am 25. November 2014 im Champions-League-Rückspiel gegen Manchester City in der 21. Minute die Rote Karte und wurde von der UEFA für das abschließende Gruppenspiel gegen ZSKA Moskau gesperrt. Sein erstes Bundesligator erzielte er am 13. Dezember 2014 beim 4:0-Sieg im Auswärtsspiel gegen den FC Augsburg mit dem Treffer zum 1:0 in der 58. Minute. Am Saisonende konnte er 2015 erstmals die Deutsche Meisterschaft feiern. Am 23. August 2015 erlitt Benatia im Auswärtsspiel gegen die TSG Hoffenheim erneut eine Muskelverletzung und fiel aus. Am 4. November 2015 gab er beim 5:1-Heimsieg gegen Arsenal sein Comeback, als er in der 68. Minute für Jérôme Boateng eingewechselt wurde. Auch in der folgenden Zeit wurde Benatia immer wieder durch Verletzungen zurückgeworfen und kam nicht zu regelmäßigen Einsätzen.

### Juventus Turin
Nachdem sich Benatia auch aufgrund von Verletzungen nicht durchsetzen konnte und der Verein mit Mats Hummels einen weiteren Innenverteidiger verpflichtet hatte, kehrte er zur Saison 2016/17 in die Serie A zurück und schloss sich für eine Leihgebühr in Höhe von drei Mio. Euro Juventus Turin an. Bis Ende Mai 2017 bestand eine Kaufoption in Höhe von 17 Mio. Euro. Sein Debüt gab er am 27. August 2016 beim 0:1-Auswärtssieg gegen Lazio Rom. Im Mai 2017 wurde Benatia für 17 Mio. Euro fest verpflichtet und mit einem Vertrag bis zum 30. Juni 2020 ausgestattet. Nach dem Abgang von Leonardo Bonucci absolvierte er in der Saison 2017/18 als Innenverteidiger 20 Ligaspiele, in denen ihm zwei Tore gelangen.

### al-Duhail SC
Im Januar 2019 verließ Benatia nach zweieinhalb Jahren Juventus und schloss sich dem katarischen Erstligisten al-Duhail SC an. Sein Punktspieldebüt gab er am 16. Februar 2019 (16. Spieltag) beim 1:0-Sieg im Heimspiel gegen al-Sailiya; sein erstes Tor in der höchsten Liga erzielte er am 28. Februar 2019 (18. Spieltag) beim 6:0-Sieg im Heimspiel gegen Al-Ahli SC mit dem Treffer zum 1:0 in der 20. Minute.

### Fatih Karagümrük SK
Zur Saison 2021/22 wurde er vom türkischen Erstligisten Fatih Karagümrük SK verpflichtet. Im Dezember 2021 gab Benatia nach 6 Liga-Einsätzen in der Türkei ohne Torerfolg sein Karriereende bekannt.

### Nationalmannschaft
Benatia spielte für die französische U-17-Nationalmannschaft und danach für die U17 und U20 Marokkos.
Am 19. November 2008 absolvierte er in Rabat sein erstes Länderspiel für die marokkanische A-Nationalmannschaft, die im Test-Länderspiel gegen die Auswahl Sambias mit 3:0 gewann; dabei wurde er zur zweiten Halbzeit für Youssef Rabeh eingewechselt.
Am 7. Juni 2009 absolvierte er in Yaoundé sein erstes WM-Qualifikationsspiel für die Weltmeisterschaft 2010 gegen die Auswahl Kameruns, das torlos endete. Sein erstes Länderspieltor erzielte er am 4. Juni 2011 in Marrakesch beim 4:0-Sieg im Qualifikationsspiel für die Afrikameisterschaft 2012 gegen die Auswahl Algeriens.
Benatia gehörte anschließend beim Afrika-Cup zum marokkanischen Aufgebot; Das Team schied in der Gruppenphase mit zwei Punkten aus und Benatia kam in den beiden Gruppenspielen zum Einsatz. Im darauffolgenden Turnier in Südafrika im Jahre 2013, schied das Team ebenfalls in der Gruppenphase und schon aus. Benatia war bei der Afrikameisterschaft 2017 in Kamerun Marokkos Kapitän und konnte alle Spiele über die gesamte Spielzeit absolvieren, bis zum verlorenen Viertelfinale gegen Ägypten, das mit 0:1 endete. Am 11. November 2017, dem entscheidenden Spiel gegen Elfenbeinküste für die Fußball-Weltmeisterschaft 2018, traf er zum 2:0-Entstand. Somit konnte sich Marokko nach 20 Jahren qualifizieren.
Er stand im Kader Marokkos für die Fußball-Weltmeisterschaft 2018. Nach einem 2:2-Unentschieden gegen Spanien und zwei 0:1-Niederlagen, bei denen Benatia in der Innenverteidigung eingesetzt wurde, gegen Portugal und den Iran schied Marokko als Letzter der Gruppe B aus dem Turnier aus.

## Erfolge

### FC Bayern München
- Deutscher Meister 2014/15, 2015/16
- DFB-Pokal-Sieger 2015/16

### Juventus Turin
- Italienischer Meister: 2016/17, 2017/18, 2018/19
- Italienischer Pokalsieger: 2016/17, 2017/18
- Italienischer Supercupsieger: 2018

### Al-Duhail
- Meister: 2019/20
- Pokalsieger: 2020

## Auszeichnungen
- Marokkos Sportler des Jahres: 2013
- Marokkos Fußballer des Jahres: 2013[15]
- Arabischer Spieler des Jahres: 2014, Sonderpreis der Globe Soccer Awards[16]
- Team des Jahres der Serie A: 2014

## Sonstiges
Medhi Benatia ist verheiratet und Vater von drei Kindern.